# 千葉県立館山運動公園
座標: 北緯34度57分38.53秒 東経139度51分9.55秒 / 北緯34.9607028度 東経139.8526528度
千葉県立館山運動公園（ちばけんりつたてやまうんどうこうえん）は、千葉県館山市藤原にある県立の運動公園。

## 管理
指定管理者制度による財団法人千葉県まちづくり公社の管理。

## 施設
- 公園面積　25.4hta
- テニスコート（全天候型明付）9面
- 野球場　センター120m、両翼90mの硬式用野球場
- 少年野球場　センター90m、両翼80mの軟式用野球場
- 多目的運動場　200mトラック
- 体育館　880席収容　バスケットボール、バレーボール、テニス、バドミントン、ハンドボール、サロンフットボール、体操競技、卓球
- 利用可能時間（体育館）　9時〜22時　月曜定休

## アクセス
- JR館山駅より国道410号南下
- JR館山駅からJRバス関東 安房神戸経由白浜行きに乗車 「県立館山運動公園前」下車 徒歩5分